# Франса (футболист, р. 1976 г.)
 За другият футболист със същото име вижте Франса (футболист, р. 1995 г.).  
Франсоалдо Сена де Соуза,по-известен като Франса е бразилски футболист, играещ за японския Кашива Риедсол. Той е на 11 място в историята на Сао Пауло по голове средно на мач, като има 0,56 гола (182 гола в 323 мача във всички турнири). Бивш съотборник на Димитър Бербатов в Байер Леверкузен.